# Traçabilité métrologique
 (août 2023).
La traçabilité métrologique est la « propriété d'un résultat de mesure selon laquelle ce résultat peut être relié à une référence par l'intermédiaire d'une chaîne ininterrompue et documentée d'étalonnages dont chacun contribue à l'incertitude de mesure ».
En clair, pour parler de résultat de mesure traçable (au Système international d'unités (SI)), il est nécessaire que l'équipement de mesure soit étalonné par rapport à un étalon, qui a été étalonné par rapport à un étalon, qui a été étalonné par rapport à un étalon, etc., qui a été étalonné par rapport à l'étalon national ou international.

## Origine du terme
On remarquera que dans le terme traçabilité il y a trace. Il s'agit de tracer une information (l'unité de mesure) jusqu'à sa source (l'étalon national ou international). En effet, pour que les résultats de mesure soient comparables, il est nécessaire que tous les instruments de mesure donnent leurs résultats dans la même unité, qui est matérialisée par un étalon national ou international, et reconnue par tous.

## Les 6 points clés définis par ILAC
L'ILAC considère que les éléments nécessaires pour confirmer la traçabilité métrologique sont :
- une chaîne de traçabilité métrologique ininterrompue à un étalon international ou un étalon national ;
- une incertitude de mesure documentée ;
- une procédure de mesure documentée ;
- une compétence technique reconnue ;
- la traçabilité métrologique au SI ;
- des intervalles prédéfinis entre chaque étalonnage.